# Avenida Intendente Güiraldes
La avenida Intendente Güiraldes es un tramo de la avenida Costanera Norte de la ciudad de Buenos Aires, que bordea el Balneario Parque Norte con un recorrido curvo. Entre las décadas de 1960 y 1990, además del balneario existía una exitosa seguidilla de restaurantes y parrillas conocidos como “Los Carritos de Costanera Norte”, que en su mayoría cerraron después del año 2000.

## Historia
La avenida surgió con los rellenos realizados por la Municipalidad de Buenos Aires durante la década de 1940, ampliando la superficie de la ciudad al ganar tierras al Río de la Plata.
Rematando el recorrido de la nueva Avenida Costanera Norte, ésta realizaba una curva que remataba en un espigón y se conectaba con la calle Intendente Cantilo. Este último tramo en curva se llamó Intendente Güiraldes (no Ricardo Güiraldes), y en 1947 el presidente Juan Domingo Perón inauguraba el Balneario Municipal Parque Norte, un balneario público de acceso libre para recreación y natación junto al río, que comprendía una laguna artificial que se conectaba con el río y se alimentaba con su agua. En la actualidad, el balneario pertenece al Sindicato de Empleados de Comercio.
Transformado en un paseo popular por la costa del Río de la Plata, varios carritos con parrillas se instalaban sobre la vereda amplia y arbolada para preparar choripanes y otros sándwiches los fines de semana, pero en la década de 1970 la avenida Intendente Güiraldes cambió radicalmente con la construcción de un conjunto de locales gastronómicos que la Municipalidad de Buenos Aires concesionó a diversos locatarios. El paseo gastronómico se puso de moda, y “los Carritos de Costanera Norte” se volvieron un lugar de reunión con una oferta muy variada de categoría media y alta.
A partir del auge de otras zonas que se fueron poniendo de moda y concentraron nuevos restaurante, como la calle Presidente Ortiz en Recoleta, y los diques de Puerto Madero en la década de 1990. Luego del remate de casi todos los edificde Costanera Norte, la mayoría fueron demolidos, otros cambiaron de dueño pero al poco tiempo cerraron, y muchos fueron demolidos. En la actualidad sobreviven unos pocos restaurantes.
A fines de la década de 1950, avanzó el proyecto para construir en la zona la Ciudad Universitaria para la Universidad de Buenos Aires. Desarrollada durante los siguientes años, sólo cuatro pabellones del ambicioso proyecto original fueron construidos, y dos más quedaron paralizados a fines de los años '60. Se instalaron allí las facultades de Ciencias Exactas y Naturales y de Arquitectura, Diseño y Urbanismo. Además, funcionan las instalaciones deportivas de la Universidad.
En la década de 1990, el presidente Carlos Menem entregó al Sindicato de Empleados de Comercio, el viejo balneario de Parque Norte, que pasó a ser exclusivo para sus socios y con un arancel para acceder. En 1999, se inauguró en parte de los terrenos del balneario el Parque Tierra Santa, dedicado a Jerusalén y al catolicismo.
En 2004, se concursó el Parque de la Memoria, inaugurado sobre terrenos ganados al río con un nuevo relleno costero. Un extenso muro recorrido por una serie de rampas en zigzag ostenta el listado de nombre de personas detenidas-desaparecidas durante la última dictadura militar en Argentina.